# هنلي أون تيمز
هنلي أون تيمز (بالإنجليزية: Henley-on-Thames)‏ هي بلدة وأبرشية مدنية على نهر التيمز في جنوب أكسفوردشير.

## توأمة
لهنلي أون تيمز اتفاقيات توأمة مع كل من:
- لايشلينغن
- بورمة

## أعلام
- عائشة كلناو عثمان أوغلي
- وليام هاملتون
- آن ماريا شابمان
- جيمس بليش
- ريتشارد رايدينجز
- جيمي لامبرت
- هارولد فريتز
- بياترس ليلي
- جون هنت
- جوان مورغان